# Deaflympics d'été de 1985
Les Deaflympics d'été de 1985, officiellement appelés les XV World Games for the Deaf, a lieu le 10 juillet 1985 au 20 juillet 1985 à Los Angeles, en États-Unis.
Ces Jeux rassemblent 995 athlètes de 29 pays. Ils participent à onze sports et douze disciplines qui regroupent un total de quatre-vingt seize épreuves officielles.

## Sport
Les Deaflympics d'été de 1985 a douze disciplines dont sept individuelles et cinq en équipe.

### Sports individuels
- Athlétisme
- Badminton
- Cyclisme sur la route
- Natation
- Tennis
- Tennis de table
- Tir sportif

### Sports en équipe
- Basket-ball
- Football
- Handball
- Volleyball
- Water-polo

## Pays participants
Les Deaflympics d'été de 1985 ont accueilli 995 athlètes de 29 pays: 
- Allemagne de l'Ouest
- Australie
- Autriche
- Belgique
- Canada
- Colombie
- Corée du Sud
- Danemark
- États-Unis
- Finlande
- France
- Royaume-Uni
- Hong Kong
- Hongrie
- Inde
- Irlande
- Israël
- Italie
- Japon
- Mexique
- Pays-Bas
- Nouvelle-Zélande
- Norvège
- Pologne
- Espagne
- Suisse
- Suède
- Venezuela
- Yougoslavie

## Compétition

### La France aux Deaflympics
Il s'agit de sa 15e participation aux Deaflympics d'été. 44 athlètes français étaient venus pour concourir sous le drapeau français, et ils ont pu remporter six médailles d'or, neuf médailles d'argent et neuf médailles de bronze.